# Limnophora perfida
Limnophora perfida är en tvåvingeart som beskrevs av Stein 1913. Limnophora perfida ingår i släktet Limnophora och familjen husflugor. Inga underarter finns listade i Catalogue of Life.